# Maxus T90
Maxus T90 — среднеразмерный пикап, выпускающийся подразделением SAIC Maxus с 2021 года. В иерархии автомобиль расположен между Maxus T60 и Maxus T70.

## Описание
Интерьер Maxus T90 оснащён 10,25-дюймовой цифровой приборной панелью и 12-дюймовым дисплеем, которые повёрнуты к водителю лицевой стороной, что создаёт «асимметричный» дизайн приборной панели. T90 оснащён системой Zebra Zhixing, которая оснащена дистанционным управлением, распознаванием голоса, автомобильной навигацией, Bluetooth-ключом, онлайн-клипами, онлайн-музыкой, групповыми путешествиями, видеопроекцией и управлением умным домом.
В ноябре 2021 года была представлена комплектация Bull Demon King, концепт которой был показан в Чэнду в июле 2020 года.

## Технические характеристики
Maxus T90 оснащён 2,0-литровым турбодизельным двигателем SAIC π Bi-Turbo, развивающим мощность 120—106 кВт (161—215 л. с.) и максимальный крутящий момент 400—500 Н⋅м. Каждый двигатель сочетается в паре с шестиступенчатой механической или же восьмиступенчатой автоматической трансмиссией. Существуют режимы вождения 2H, 4H, AUTO и 4L. Дополнительно автомобиль оснащается полным приводом.
Также существует версия с электродвигателем мощностью 130 кВт (175 л. с.) и запасом хода 535 км по циклу NEDC.
| Двигатели                          | Двигатели                 | Двигатели | Двигатели        | Двигатели                           | Двигатели                    | Двигатели      | Двигатели     |
| Модель                             | Tрансмиссия               | Двигатель | Объём            | Мощность                            | Крутящий момент              | Нормы выбросов | Топливо       |
| ---------------------------------- | ------------------------- | --------- | ---------------- | ----------------------------------- | ---------------------------- | -------------- | ------------- |
| SDEC SC20M (одинарный турбонаддув) | 6-скор. МКПП 8-скор. АКПП | I4        | 2,0 л (1996 см3) | 120 кВт (161 л. с.) при 4000 об/мин | 400 Н⋅м при 1500—2400 об/мин | Euro 6b        | Дизельное     |
| SDEC SC20M (двойной турбонаддув)   | 6-скор. МКПП 8-скор. АКПП | I4        | 2,0 л (1995 см3) | 160 кВт (215 л. с.) при 4000 об/мин | 500 Н⋅м при 1500—2400 об/мин | Euro 6b        | Дизельное     |
| 130 кВт (EV)                       | —                         | —         | —                | 130 кВт (174 л. с.)                 | 310 Н⋅м                      | —              | Электрическое |

## Продажи
В ноябре 2022 года Maxus T90 (LDV eT60) и LDV eDeliver 9 были запущены в продажу в Австралии.

## Галерея

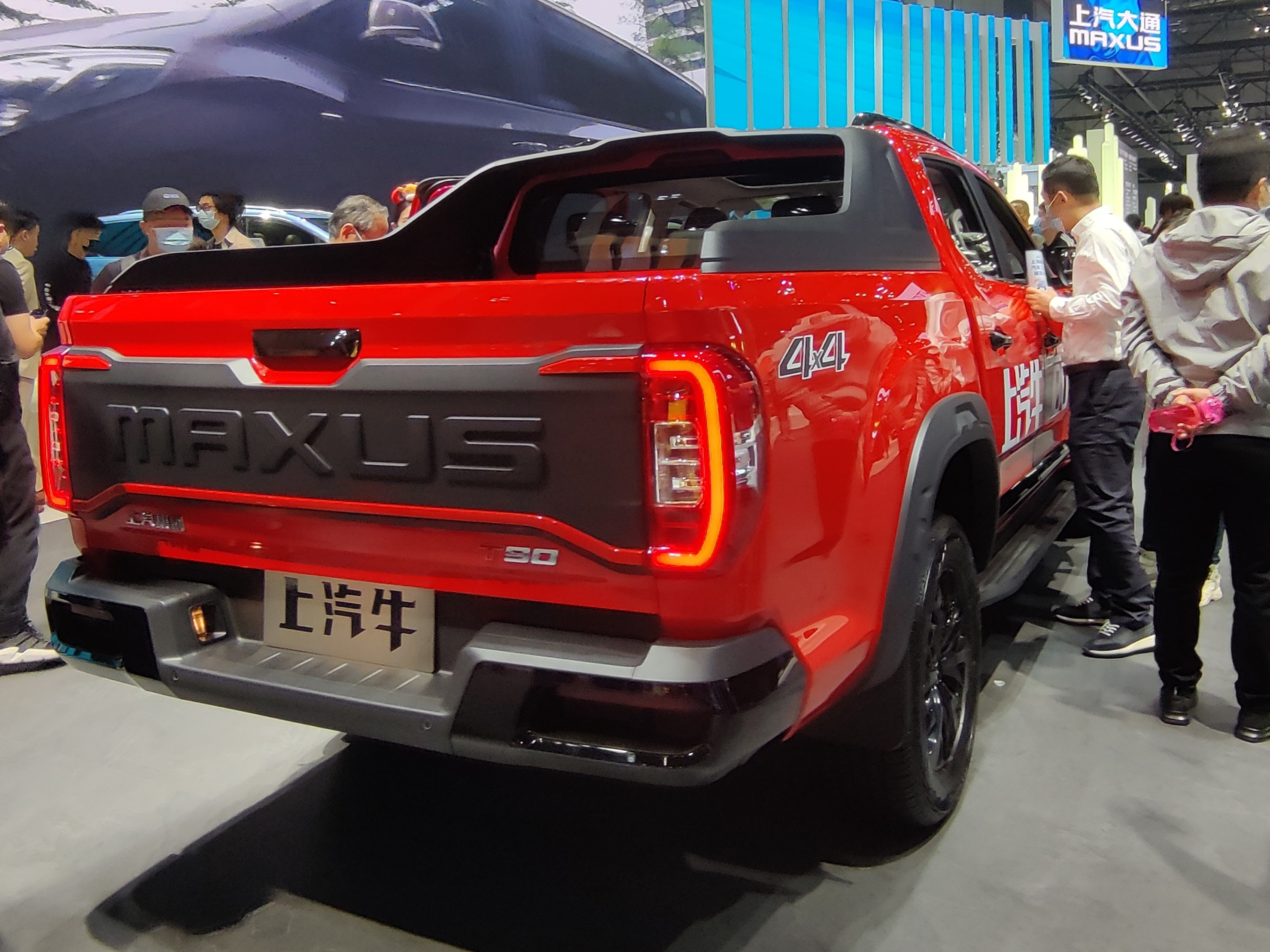
Вид сзади
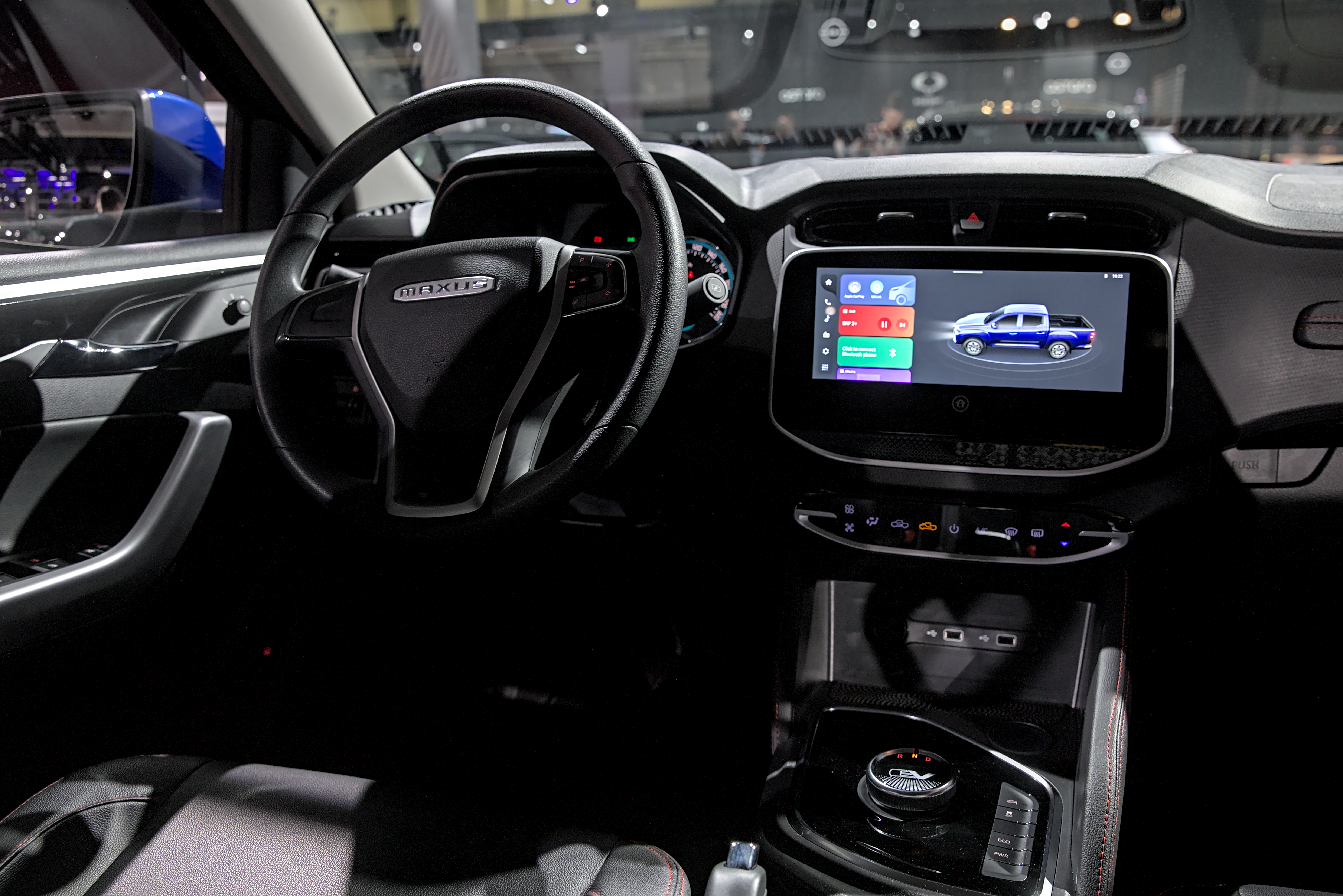
Интерьер
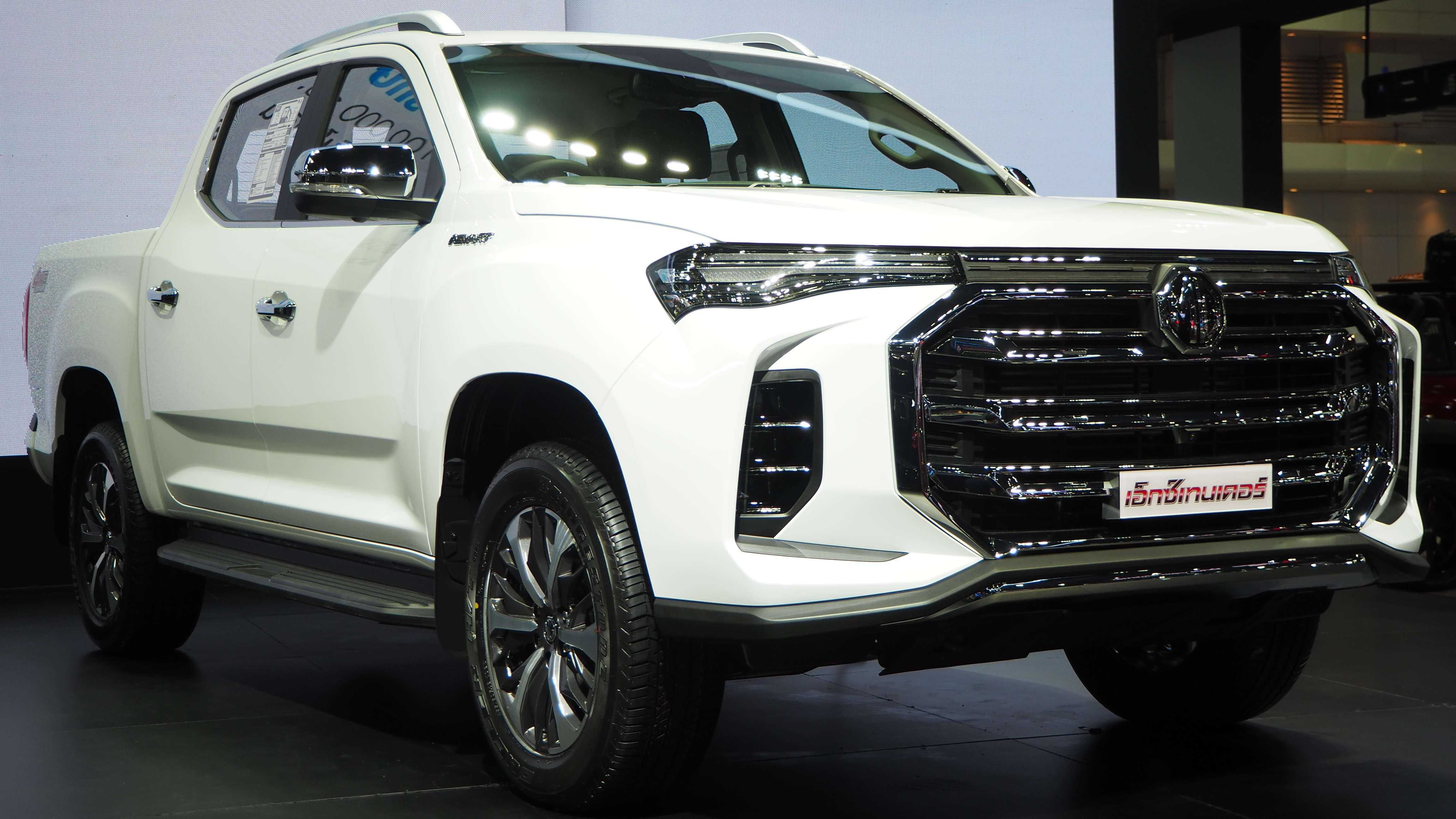
2021 MG Extender DC 2.0X Grand 4WD